# 新型兰属
新型兰属（学名：Neogyna）是兰科下的一个属，为附生兰。该属仅有新型兰（Neogyna gardenariana）一种，分布于印度、尼泊尔、老挝至中国云南。